# Гвозда Іван Васильович
Іван Гвозда (* 20 лютого, 1928, Височани, Польська Республіка - † 6 червня 2016, Сиракузи, США) — український науковець і громадський діяч на еміграції у США, доктор політичних наук, професор. Член Української Вільної Академії Наук (УВАН) і Наукового Товариства ім. Шевченка (НТШ) в Нью-Йорку.

## Біографія
Народився 20 лютого 1928 року у сім'ї Василя і Марії Гвоздів у селі Височани Сяніцького повіту на Лемківщині. Після Другої світової війни опинився в австрійському таборі переміщених осіб, а відтак у Баварії.
До 1947 року вчився в Українській Гімназії у таборах Траунштайн і Деллінґен, а відтак поступив на факультет права Українського Вільного Університету в Мюнхені. 1950 року еміґрував до США, куди раніше виїхали його сестра Настя і шваґер Василь Майкович.
Під час Корейської війни служив в американській військовій авіації.
У 1954–1958 роках Іван Гвозда вивчав дипломатію і міжнародне право на Сиракузькому Університеті, на якому здобув науковий ступінь бакалавра, а згодом — ступінь маґістра. Докторські студії продовжував у цьому ж університеті в ділянці політичних наук, а завершив їх в Українському Вільному Університеті 1968 року.
У 1957 році Іван Гвозда одружився з Валентиною Диловською з Рочестеру (Нью-Йорк) — вчителькою французької і російської мов середніх шкіл. У подружжя народилося двоє дітей двоє — Ліда та Іван, які закінчили Школу Українознавства ім. Лесі Українки в Сиракузах.

## Наукова робота
Після цього працював викладачем політичних наук й історії у вищих школах Нью-Йорку — в Онеонта і Кортленд, а найдовше в Комюніті Коледжі в Обурн, Нью-Йорк. Саме тут 1969 р. одержав звання повного професора політичних наук.
Упродовж багатьох років був директором Моделі Організації Об'єднаних Націй у своєму коледжі та членом правління Всеамериканського Моделі ООН.
Був редактором таких видань «Аннали СФЛ» № 1 (1974), № 2 (1975), № 3 (1982), № 4 (1984), № 5 (1993). У 1978 р. зредаґував альбомне подарункове видання «Дерев'яна архітектура українських Карпат».

## Громадська діяльність
Як пластун і член Куреня «Хрестоносців», очолював Станицю Пласту в Сиракузах. Крім того, був засновником відділу Спілки Української Молоді Америки (СУМА) в цьому місті та його першим головою. Як активний член Українського Народного Союзу, був головою Округи УНС на своєму терені. Упродовж багатьох років очолював Відділ Українського Конґресового Комітету та інші організації та громадські комітети. Вийшовши на пенсію, упродовж багатьох років виконував обов'язки дорадника (інспектора) Шкільної Ради УККА в Школі Українознавства ім. Лесі Українки в Сиракузах.
Був активним членом Організації Оборони Лемківщини, а на ХІІ З'їзді ООЛ в Нью-Йорку 1969 року був обраний головою Крайової Управи ООЛ. За час свого головування створив видавничо-наукову референтуру, очолював її та робив відповідні заходи в напрямі оформлення лемківського дослідчого відділу в українському Гарварді, був співзасновником Фундації Дослідження Лемківщини, підтримував ідею заснування Українського Лемківського Музею та помагав у його створенні.
Іван Гвозда був ініціатором створення Світової федерації Лемків та об'єднання в ній лемків різних політичних напрямків у вільному світі. Як перший голова СФЛ, він розгорнув велику суспільно-політичну працю з метою винести справу зруйнованої Лемківщини та інших земель Закерзоння на міжнародну арену.
Був автором петиції до Генеральної Асамблеї Організації Об'єднаних Націй (ООН) з нагоди 25-ліття діяльності Світової федерації Лемків. Крім того, Іван Гвозда був автором багатьох документів до державних інституцій США в обороні своїх земляків і з'єднував прихильників лемківській справі в уряді США. З цією метою 17 січня 1977 року очолив делегацію Світової Федерації Лемків до Державного Департаменту США та до Посольства Польщі у Вашінґтоні. Меморандум також передано Посольству Польщі.